# Alibates Flint Quarries National Monument
L'Alibates Flint Quarries National Monument è un monumento nazionale statunitense situato nello Stato del Texas. Nella Preistoria il sito rivestì una vitale importanza per i nativi poiché consentiva loro di procurarsi la selce, indispensabile per la loro sopravvivenza.
Attualmente questa zona è protetta dal National Park Service ed è l'unico monumento nazionale nel Texas. Può essere visitato solo su prenotazione tramite visite guidate.